# محمد محمود عبد العزيز
محمد محمود عبد العزيز هو منتج وممثل شاب مصري.

## عن حياته
من مواليد القاهرة نشأ في عائلة فنيه فوالده النجم محمود عبد العزيز وشقيقه الأصغر الفنان كريم محمود عبد العزيز
تخرج من الأكاديمية البحرية ب الأسكندريه قسم تسويق بتقدير عام جيد جداً.
قام بالعمل في مجال الدعاية فأسس شركة On time للدعاية والإعلان وقام بإنتاج عدد كبير من الحفلات الضخمة داخل مصر وخارجها للعديد من نجوم الغنا ءالعربي وشارك في تقديم بعض الأصوات الشابة الذين أصبحو من نجوم الصف الأول في الفترة الحالية
و قد عمل كمساعد مخرج في بعض الأعمال السينمائية ومنها فيلم ليلة البيبي دول من إخراج عادل أديب
ثم اتجه إلى التمثيل وشارك في عدد من الأعمال الفنية ومنها فيلم شباب على الهوا
و فيلم كذلك في الزمالك ومسلسل يحيا العدل ومسلسل القطة العميا
و حصل على جائزة استفتاء القراء كأحسن وجه شاب في عام 2010 عن دوره شبللو في مسلسل القطة العميا
ثم قرر الاتجاه إلى الأنتاج واسس شركة كوور للإنتاج الفني وانضم مع المنتج ريمون مقار صاحب شركة سوتش
لتكوين مجموعة فنون مصر للإنتاج و التوزيع والتي بدأت أولى اعمالها في رمضان 2012 بانتاج مسلسل مسلسل باب الخلق للنجم محمود عبد العزيز وقد تم تكريمه في أكثر من احتفال كأحسن إنتاج درامي لعام 2012

## الأعمال

### الإنتاج
- مسلسل باب الخلق عام 2012

مسلسل باب الخلق عمل عاد به النجم محمود عبد العزيز لشاشات التليفزيون بعد غياب طال ثماني سنوات بعد آخر أعماله مسلسل محمود المصري الذي حقق نجاحاً كبيراً وهذا المسلسل بدأ تصويره في أوائل يناير 2012
العمل من إنتاج مجموعة فنون مصر للإنتاج والتوزيع تاليف الدكتور محمد سليمان إخراج عادل اديب وشارك في العمل كوادر وخبرات أجنبية حيث قامت الشركة باستخدام خبيرة تركية للماكياج وخبراء في مجال الجرافكس من المكسيك واحد الموسيقين من تركيا
- لسه هنغنى عام 2013

برنامج غنائي أسبوعي يكتشف المواهب الفنية يقوم على فكرة استضافة ثلاثة نجوم في مجال الغناء بكل حلقة حيث يتناول مشوارهم الفني وماوراء الكواليس، ويتم اختيار موهبتين فنيتين في كل حلقة بناء على تصويت 
- مسلسل شوارع المهدي عام 2013 (تحت الأعداد)

سوف يعرض خارج موسم رمضان 2013 .
مسلسل «المهدى» من تأليف محمود جمال وإنتاج ريمون مقار، ومحمد محمود عبدالعزيز، وتدور أحداثه حول الطبيب الشاب «مهدى» الذي يرث مستشفي عن والده، وبعد فترة قصيرة يكتشف أن النشاط الحقيقي لعمل والده هو تجارة المخدرات، وأن المستشفي ما هي إلا ستار لهذه التجارة الغير مشروعة، وعند رفضه الاشتراك في هذه الجريمة يجد نفسه طرفاً في صراعات كبيرة، ويكتشف كواليس هذا النشاط في عالم رجال الأعمال والأطباء.
- فيلم الأستاذ عام 2014 (تحت الاعداد)

اتفق مؤخراٌ الفنان محمود عبد العزيز مع شركة مجموعة فنون مصر محمد محمود عبد العزيز وريمون مقار علي العودة مجددا للسينما من خلال إنتاج الشركة لفيلمه الجديد «الأستاذ» بعد غياب أربع سنوات عن شاشة السينما منذ أن شارك في فيلم إبراهيم الأبيض عام 2009 .
و تدور أحداث فيلم «الأستاذ» في إطار أكشن كوميدى حول أحد زعماء المافيا وعلاقته بأولاده، ومن المقرر أن يشارك في الفيلم مجموعة من النجوم الشباب لم يتم الأتفاق معهم بشكل نهائي، كما أن الشركة المنتجة لم تستقر على مخرج الفيلم بعد، ومن المنتظر أن يٌعرض الفيلم في موسم الصيف القادم.
يذكر أن مسلسل باب الخلق آخر عمل شارك فيه الفنان محمود عبد العزيز والذي قدمه خلال شهر رمضان 2012 .
- بابا زعيم عصابه (مسلسل إذاعي)

### مساعد مخرج
- ليلة البيبي دول

### مسلسلات
| - النمر:2012 - قيد عائلي:2019-إنتاج + تمثيل (عبدالله كامل الخولي) - الأب الروحي (ج1، 2):2017، 2018-إنتاج + تمثيل (نوح) - فوق السحاب:2018-شريف - كلبش 2:2018-سعيد المرسي | - ظل الرئيس:2017-إنتاج + تمثيل (د. عمر) - طاقة نور:2017-ناجي الخشن ضيف شرف - بعد البداية:2015إنتاج+تمثيل - أرض النعام:2015-صفوت - البيت بيتي: 2022 | - جبل الحلال:2014-إنتاج + تمثيل (فارس) - باب الخلق:2012إنتاج +فكرة+تمثيل - القطة العميا:2010-شبالو - فؤش الجيل:2009 | - يحيا العدل:2002 - رحيم:2018-منتج - الطوفان:2017-منتج - راس الغول:2016-منتج |

### أفلام
- الكنز 2: الحب والمصير:2019
- الكنز: الحقيقة والخيال:2017-الملك فاروق
- اللي اختشوا ماتو:2016-علاء
- شباب على الهوا:2002
- كذلك في الزمالك:2002-نجيب
- رحلة مشبوهة:2001
- النمس:2000-شاب النيشان

### الإذاعة
- العملية صهلله:2016
- بابا زعيم عصابة:2010-منتج
- فارس و المصيدة
- شلبي فوق السحاب

### الشركات
- شركة ONTIME
- شركة core production
- شركة مجموعة فنون مصر للإنتاج والتوزيع